# Mecodina chionopasta
Mecodina chionopasta är en fjärilsart som beskrevs av George Francis Hampson 1926. Mecodina chionopasta ingår i släktet Mecodina och familjen nattflyn. Inga underarter finns listade i Catalogue of Life.